# Blå Elitbiblioteket
Blå Elitbiblioteket är en skönlitterär bokserie utgiven av B. Wahlströms bokförlag 1961–1962. Serien föregicks av Röda Elitbiblioteket och Gröna Elitbiblioteket samt följdes av Röda Elitböckerna och Wahlströms Elitromaner.
Förutom gemensam layout med blå bokryggar är böckernas enda koppling till varandra att de har gemensam layout
| Blå Elitbiblioteket | Blå Elitbiblioteket       | Blå Elitbiblioteket | Blå Elitbiblioteket |
| Volym               | Titel                     | Författare          | Utgivningsår        |
| ------------------- | ------------------------- | ------------------- | ------------------- |
| 1                   | Där vägen slutar          | Nevil Shute         | 1961                |
| 2                   | Kämpa mot ödet            | Bernhard Nordh      | 1961                |
| 3                   | Tobaksvägen               | Erskine Caldwell    | 1961                |
| 4                   | Prostens dotter           | Karin Juel          | 1961                |
| 5                   | Jag ger mig, främling     | Arthur Mayse        | 1961                |
| 6                   | Tag hand om Ulla          | Ebba Richert        | 1961                |
| 7                   | Brevet från det förflutna | Max Ehrlich         | 1961                |
| 8                   | Himmelens port            | Gunnar Wahlström    | 1961                |
| 9                   | Den gäckande änkan        | Carter Dickson      | 1962                |
| 10                  | Den natten                | Ebba L. Lewenhaupt  | 1962                |
| 11                  | Tre män och Barbara       | Ilka Chase          | 1962                |
| 12                  | Vänd ej lyckan ryggen     | Winston Graham      | 1962                |
| 13                  | Vilde riddaren            | Leslie T. White     | 1962                |
| 14                  | De otrogna                | John D. MacDonald   | 1962                |
| 15                  | Vit orkidé för Mary       | Frank G. Slaughter  | 1962                |